# Distrito electoral 15 (Nebraska)
El distrito electoral 15 (en inglés: Precinct 15) es un distrito electoral ubicado en el condado de Cedar en el estado estadounidense de Nebraska. En el Censo de 2010 tenía una población de 242 habitantes y una densidad poblacional de 2,6 personas por km².

## Geografía
El distrito electoral 15 se encuentra ubicado en las coordenadas 42°29′11″N 97°4′14″O / 42.48639, -97.07056. Según la Oficina del Censo de los Estados Unidos, el distrito electoral 15 tiene una superficie total de 93.21 km², de la cual 93.15 km² corresponden a tierra firme y (0.06%) 0.06 km² es agua.

## Demografía
Según el censo de 2010, había 242 personas residiendo en el distrito electoral 15. La densidad de población era de 2,6 hab./km². De los 242 habitantes, el distrito electoral 15 estaba compuesto por el 99.59% blancos y el 0.41% eran asiáticos.